# Srebrenjak
 Ovo je glavno značenje pojma Srebrenjak. Za istoimeno naselje kraj Svete Nedelje pogledajte Srebrnjak (Sveta Nedelja).
Srebrenjak ili srebrnjak je kovani novac napravljen od srebra.